# Poecilotheria rajaei
Poecilotheria rajaei é uma tarântula que se alimenta de invertebrados e pequenos vertebrados, como ratos, morcegos e até mesmo cobras de pequeno porte, pode chegar a 20 centímetros de comprimento. A tarântula foi encontrada na ilha de Sri Lanka (segundo a revista Wired), obtendo diversas cores e características,e também pode ser classificada do gênero  Poecilotheria.